# Нью-Йорку, я люблю тебе
«Нью-Йорку, я люблю тебе» (англ. New York, I Love You) — американський фільм, кіноальманах, продовження фільму «Париже, я люблю тебе». Ідея подібного альманаху була з ентузіазмом прийнята у світі кіно і вже заплановані зйомки продовження у Шанхаї, Єрусалимі та Ріо-де-Жанейро. Вихід в прокат відбувся 16 жовтня 2009 року.

## Сюжет та зйомки

### Режисери
«Нью-Йорку, я люблю тебе» — це кіноальманах з 11 новел, дія яких відбувається в Нью-Йорку. Кожну з новел зняли режисери (згідно з появою епізодів): Цзян Вень, Міра Наїр, Сюндзі Іваі, Іван Аталь, Брет Ретнер, Аллен Г'юз, Шекхар Капур (замінив Ентоні Мінгеллу, який помер напередодні зйомок своєї новели, в березні 2008), Наталі Портман (режисерський дебют), Фатіх Акин, Джошуа Марстон. За перехід від новели до новели відповідає Рендел Балсмаір.
Дебютний показ фільму відбувся на Міжнародному кінофестивалі в Торонто в 2008 році. Тоді фільм складався з 13 новел, окрім вже згаданих новел, до фільму входили новели Скарлет Йохансон (дебют як режисера) та Андрія Звягінцева.

### Умови зйомок
Перед режисерами епізодів стояв ряд умов:
- Бюджет кожної з новел обмежений цифрою в 150 000 доларів (загальний бюджет фільму $14 000 000);
- В масових сценах повинно бути задіяно не більше 20 акторів, а плівки використано строго визначену кількість;
- Режисери мали змогу вибирати звукорежисера, оператора та монтажера на власний розсуд, інших учасників зйомок назначали продюсери.

### Актори
- Гайден Крістенсен — Бен
- Енді Гарсія — Гаррі
- Рейчел Білсон — Моллі
- Наталі Портман — Ріфка Мелоун
- Орландо Блум — Девід Кулер
- Крістіна Річчі — Камілла
- Меггі К'ю — Дженіс Тейлор
- Ітан Гоук — письменник
- Шайа Лабаф — Джейкоб
- Бредлі Купер — Алекс
- Джон Герт— коридорний
- Блейк Лайвлі — Габріель ді Марко
- Ірфан Хан — Мансухбхай
- Дреа де Матео — Лідія